# Lincoln (Inglaterra)
Lincoln ([ˈlɪŋkən]), ou raramente na sua forma aportuguesada Lincólnia é uma cidade do condado de Lincolnshire localizada na região das Midlands Orientais, na Inglaterra. O distrito não-metropolitano de Lincoln tinha em 2011 uma população de 119,541 habitantes.
Era conhecida como Colônia Domiciana Lindênsio (em latim: Colonia Domitiana Lindensium) durante o período romano.

## História

### Origens
As origens mais antigas de Lincoln podem ser rastreadas até os restos de um assentamento da Idade do Ferro com habitações redondas de madeira, descobertos por arqueólogos em 1972, que foram datados do século I a.C.

### Invasão Romana
Os romanos conquistaram esta parte da Grã-Bretanha em 48 d.C. e logo depois construíram uma fortaleza legionária em uma colina com vista para o lago natural formado pelo alargamento do Rio Witham (atual Brayford Pool) e no extremo norte da estrada romana Fosse Way. O nome celta de Lindon foi posteriormente latinizado para Lindum, e ganhou o título de Colônia quando foi convertida em um assentamento para veteranos do exército.

### Século XX
Durante as duas guerras mundiais, a Lincoln voltou sua indústria para a produção bélica. Durante a Primeira Guerra Mundial, a William Foster & Co. projetou e construiu os primeiros tanques usados pelo Exército Britânico.
Durante a Segunda Guerra Mundial, Lincoln produziu uma ampla gama de materiais de guerra, desde tanques, aeronaves, munições e veículos militares. Lincolnshire também era apelidado de "Condado dos Bombardeiros" devido aos muitos aeródromos do Comando de Bombardeiros ali localizados.

## Geografia
Lincoln fica às margens do Rio Witham e está localizada 253 km ao norte de Londres e 51 km a nordeste de Nottingham. Devido à variação de altitude, que representa um certo obstáculo, Lincoln é dividida informalmente em duas zonas: subida e descida.

## Demografia
A cidade de Lincoln tem uma população de 103,813 de acordo com os censos de 2021. O maior grupo étnico era o britânico branco, com 82,7%, com todos os outros grupos "brancos" constituindo 9,5%, seguido pelo sul-asiático com 3,2%, mestiços com 2%, britânicos negros com 1,4%, outras minorias étnicas com 0,9% e árabes com 0,2%. Isso faz com que a composição étnica da cidade seja 92% branca e 8% minorias étnicas.
15,1% dos moradores de Lincoln nasceram fora do Reino Unido, dos quais 9,6% são de "outros países europeus". Os países de nascimento mais comuns, além do Reino Unido, são a Polônia, com 2,6%, a Romênia, com 1,4%, e a Lituânia, com 1,1%.

## Cultura
Lincoln possui duas instituições de ensino superior. A mais antiga é a Universidade Episcopal Grosseteste, fundada em 1862 como uma faculdade de formação de professores para a Igreja da Inglaterra. Após se especializar em Artes e Drama na década de 1990, tornou-se uma universidade em 2013.
A maior e mais conhecida Universidade de Lincoln iniciou suas atividades em 1996 como um campus da Universidade de Lincolnshire e Humberside. Em 2001, após a construção de um novo campus, mudou de nome e localização para se tornar Universidade de Lincoln. A universidade subiu em vários rankings, tornando-se uma das 30 melhores universidades do Reino Unido.

### Brasão
Brasão: Em prata, uma cruz vermelha contínua, no centro da qual um lírio heráldico dourado.

## Economia
A economia de Lincoln é baseada principalmente na administração pública, comércio, agricultura, indústria e turismo.
O aumento do tráfego ferroviário na Linha Principal da Costa Leste da Inglaterra, após sua eletrificação no final da década de 1980, fez com que a maioria dos trens de carga que circulavam entre Doncaster e Peterborough fossem desviados via Lincoln. Isso, somado ao tráfego de carga entre as Midlands e os portos e refinarias nas áreas de Grimsby e Immingham, bem como ao tráfego de passageiros em vários serviços locais, significa que a passagem de nível sobre a rua principal de Lincoln ("High Street") fica fechada por meia hora. Apesar desse tráfego ferroviário intenso, os serviços diários de passageiros entre Lincoln e a Estação King's Cross, em Londres, têm sido intermitentes nos últimos anos. A Câmara de Comércio de Lincoln e seu membro do Parlamento sugeriram que essas situações sejam resolvidas por meio de maiores investimentos que também gerem empregos.

## Localidades

### Catedral
A Catedral de Lincoln, cujo nome completo é Catedral da Bem-Aventurada Virgem Maria de Lincoln, é uma catedral histórica no centro da cidade. É conhecida como uma obra-prima da arquitetura britânica. De 1310 a 1548, o edifício foi o mais alto do mundo. Incluindo a torre de cruzeiro, a catedral teria aproximadamente 160 metros de altura. Esse status terminou em 1548, quando a torre desabou durante uma tempestade.

### Outras localidades
- Lincoln Castle
- High Bridge
- Guildhall and Stonebow
- Steep Hill
- Newport Arch
- Lincoln Museum
- Usher Gallery

## Esportes
A cidade abriga um clube de futebol, o Lincoln City, cujo nível mais alto foi a Football League One, alcançada em 2019. O clube joga suas partidas em casa no Sincil Bank.

## Personalidades
- George Boole (1815-1864), matemático e filósofo
- Neville Marriner (1924-2016), violinista
- Jim Broadbent (1949), ator

## Cidades-irmãs
- Port Lincoln
- Tangshan
- Neustadt na Estrada do Vinho
- Radomsko